# Nefutbol
Nefutbol (russisk: Нефутбол) er en russisk spillefilm fra 2021 af Maksim Svesjnikov.

## Medvirkende
- Ljubov Aksjonova som Dasja "Danja" Belykh
- Jegor Koreshkov som Vadim Panov
- Julija Topolnitskaja som Alina
- Alina Aleksejeva som Nadja
- Aleksandra Kuzenkina som Lena Terekhina